# Boninococcus miscanthi
Boninococcus miscanthi är en insektsart som beskrevs av Kawai 1973. Boninococcus miscanthi ingår i släktet Boninococcus och familjen ullsköldlöss. Inga underarter finns listade i Catalogue of Life.